# Merton College
El Merton College es uno de los colleges que constituyen la Universidad de Oxford en el Reino Unido. Su fundación puede datarse en la década de 1260, cuando Walter de Merton, secretario de Enrique III de Inglaterra y posteriormente de Eduardo I de Inglaterra, estableció los primeros estatutos para una nueva institución académica independiente y estableció presupuestos que la apoyaran. Una de las características fundamentales de la fundación de De Merton fue que este college se iba a autogobernar y que los presupuestos iban a ser directamente creados por el director y los profesores y miembros del college.
En 1274, cuando De Merton dejó el servicio real e hizo las revisiones finales a los estatutos del college, la comunidad se consolidó en su emplazamiento actual al suroeste de Oxford, y pronto comenzó un programa de construcción de edificios. El salón, la capilla y el resto del patio principal fueron completados antes del final del siglo XIII, pero excepto en capilla, desde entonces se han ejecutado muchas modificaciones en los edificios. Para la mayoría de los visitantes, el college y los edificios son sinónimos, pero la historia del college es mucho más profunda si nos fijamos por separado en la historia de la institución académica y de los edificios y el lugar que ha ocupado durante 750 años. A día de hoy, el Merton College goza de muy buena salud financiera, teniendo en 2006 un presupuesto estimado en 142 millones de libras esterlinas.

## Los edificios
La «Casa de los estudiantes de Merton» tuvo originalmente propiedades en Surrey (hoy llamadas Old Malden) así como en Oxford, pero no fue hasta mediados de la década de 1260 cuando Walter de Merton adquirió los terrenos del emplazamiento actual en Oxford, a lo largo del lado sur de la que fue Saint John Street (ahora Merton Street). El college se consolidó en este lugar en 1274, cuando De Merton realizó la revisión final de sus estatutos.
La adquisición inicial incluía la iglesia parroquial de Saint John (que fue incorporada a la capilla) y tres casas al este de la iglesia que ahora forman parte del lado norte del patio principal. De Merton también obtuvo permiso del rey para extenderse desde esas propiedades hacia el sur hasta la muralla de la ciudad, para formar un cuadrado. El college continuó adquiriendo otras propiedades cuando estas estaban disponibles a ambos lados de Merton Street. Hubo un tiempo en que el college era propietario de toda la tierra que había desde el actual emplazamiento del Christ Church College hasta la esquina suroeste de la ciudad. Los terrenos que había al este se convirtieron en los jardines actuales, mientras que los terrenos orientales fueron alquilados por el entonces director Rawlins en 1515 para la fundación del Corpus Christi College, por una renta de cuatro libras al año.

### La capilla

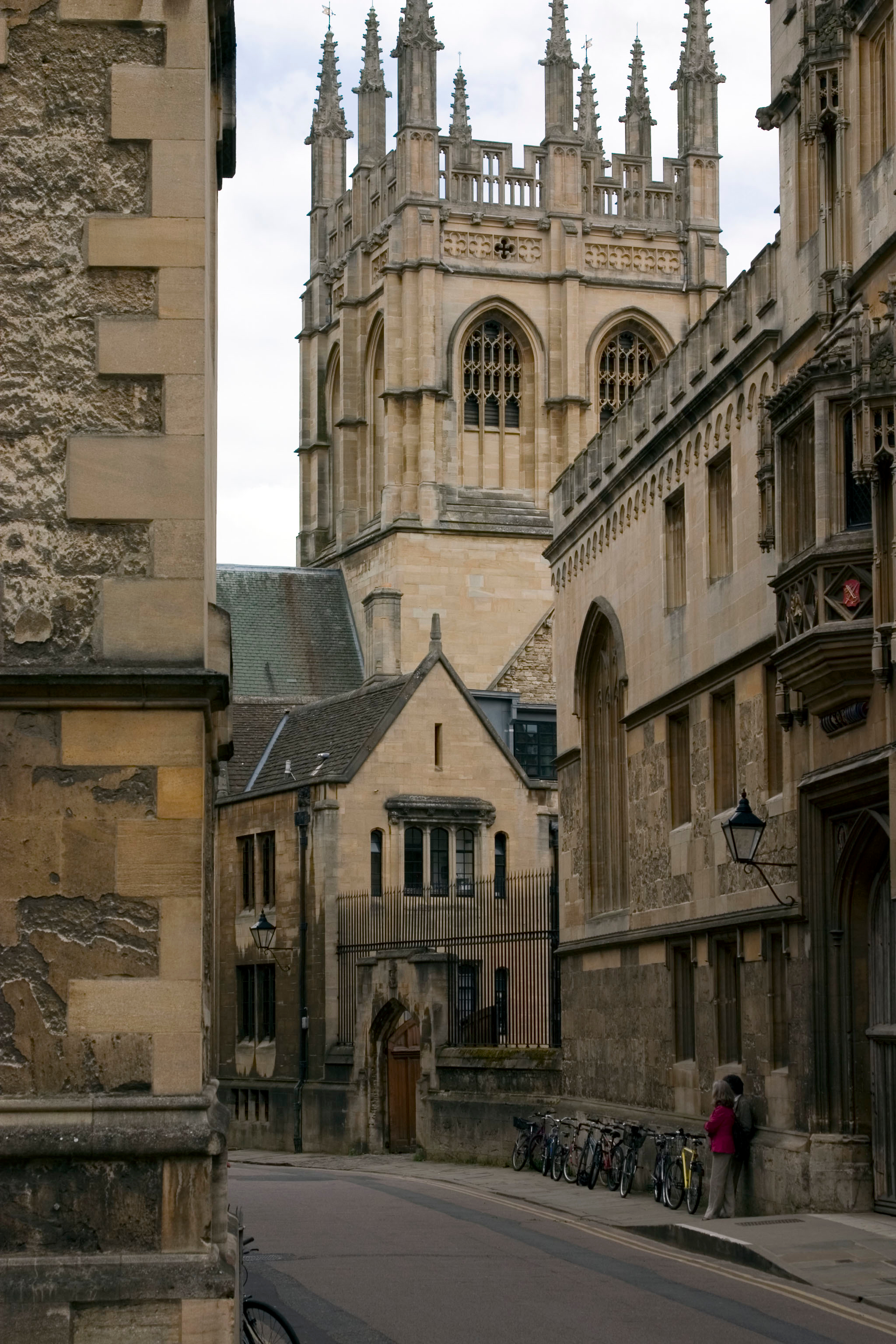
Torre de la capilla de Merton College.

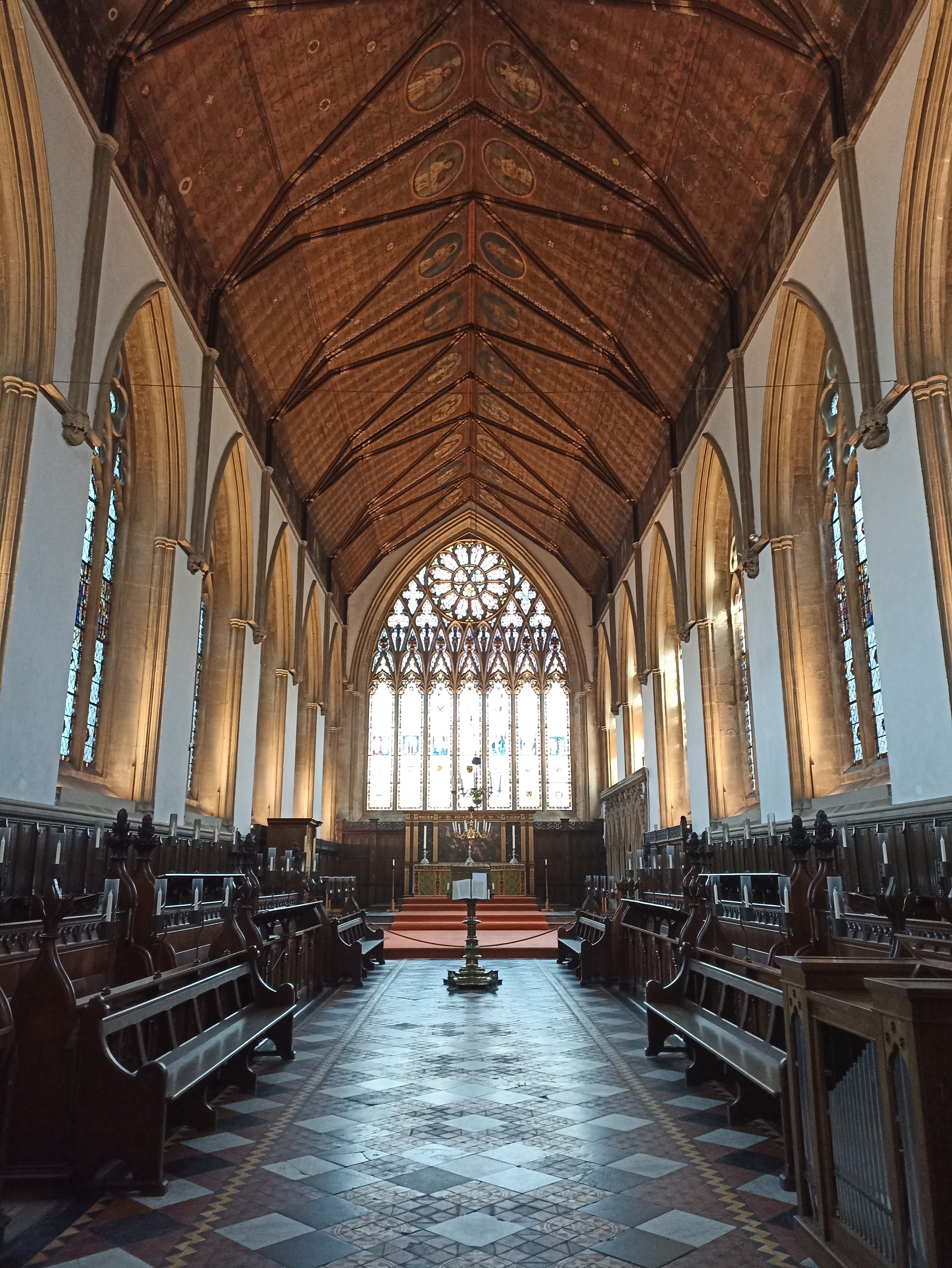
Interior de la capilla.

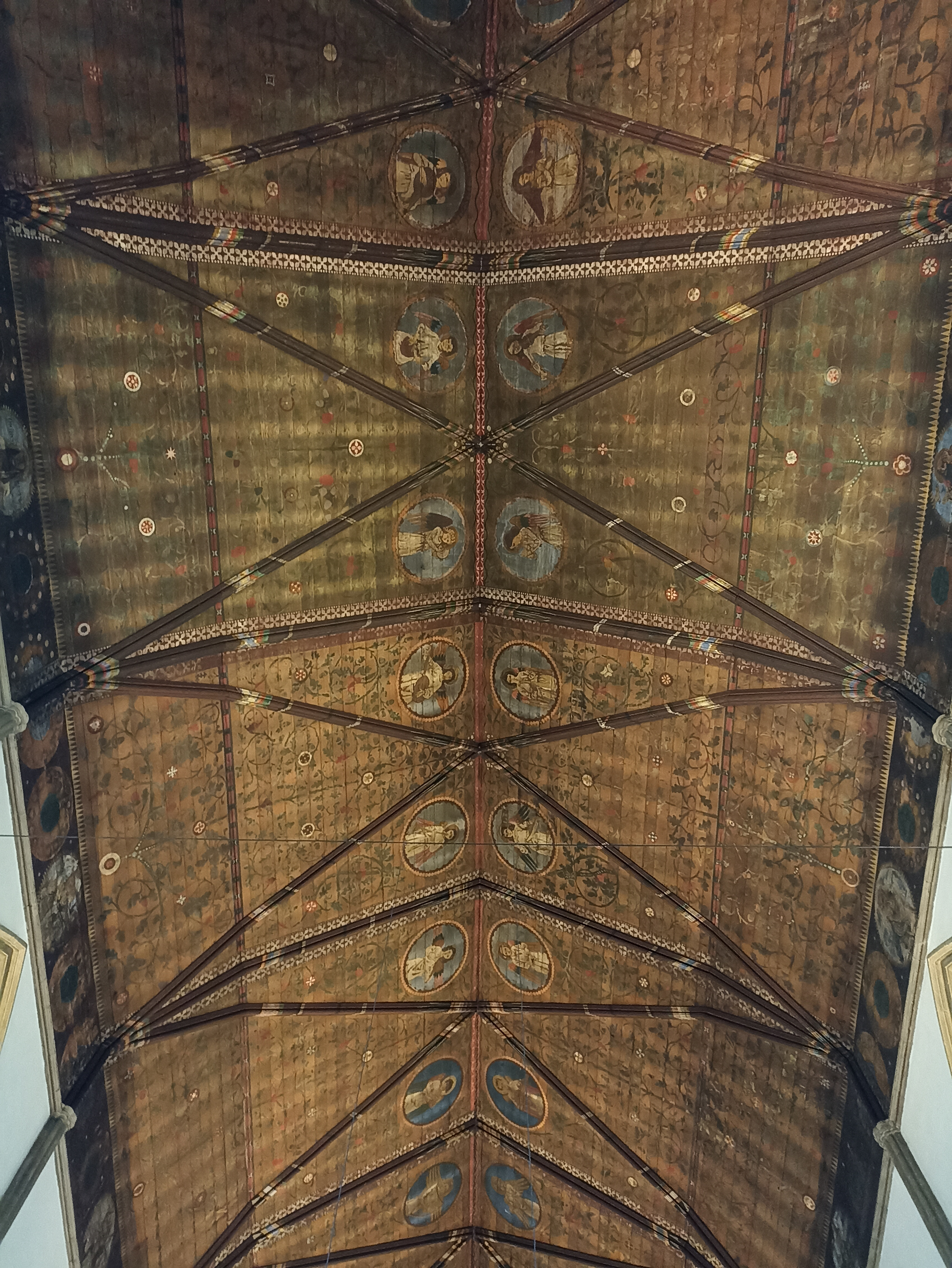
Cubierta de la capilla.

A finales de la década de 1280 la antigua iglesia de San Juan Bautista había caído en «una condición ruinosa», y las cuentas del college permitieron empezar los trabajos de una nueva capilla en 1290. El coro actual con su enorme vidriera este fue completado en 1294. La gran ventana que la contiene es un importante ejemplo de cómo las estrictas convenciones geométricas del gótico inglés temprano se empezaban a suavizar a finales del siglo XIII. El transepto sur fue construido en el siglo XIV, y el norte en los primeros años del siglo XV. La gran torre fue completada hacia 1450. La capilla reemplazó a la iglesia parroquial de San Juan y continuó sirviendo como iglesia parroquial además de como capilla hasta 1891. Es por esto por lo que algunos documentos antiguos se refieren a ella como Merton Church, y tiene una puerta que da al college y otra que da a la calle. Esta doble función explica la gran escala de la capilla, que en sus planos originales iba a tener una nave central y dos laterales.
Un chapitel de la capilla fue trasladado en 1928 al Pavilion Garden VI de la Universidad de Virginia, cuando «fue entregado a la Universidad para honrar los ideales educativos de Jefferson».
En 2007 se estableció una nueva fundación coral, con una formación compuesta por dieciséis estudiantes de pregrado y grado que cantan desde octubre de 2008. El coro está dirigido por Peter Philips, antes director de The Tallis Scholars.

### El comedor y el patio principal
El comedor es el edificio más antiguo del college pero, aparte de la magnífica puerta de hierro medieval, casi no ha sobrevivido nada de la antigua estructura tras las sucesivas reconstrucciones llevadas a cabo, primero por James Wyatt en la década de 1790 y posteriormente por Gilbert Scott en 1874. El comedor todavía se usa a diario para las comidas y alberga gran cantidad de retratos importantes. No está abierto a los visitantes.
El patio principal en sí es probablemente el patio principal más antiguo entre los colleges, pero no puede decirse que su informal y desordenado patrón haya influido en otros patios similares. Un recuerdo de su naturaleza doméstica original puede verse en la esquina noreste en donde en una de las losas pone «Well» («bueno»). El patio está formado por lo que fueron los jardines traseros de las tres casas originales que compró Walter de Merton en la década de 1260.

### Mob Quad

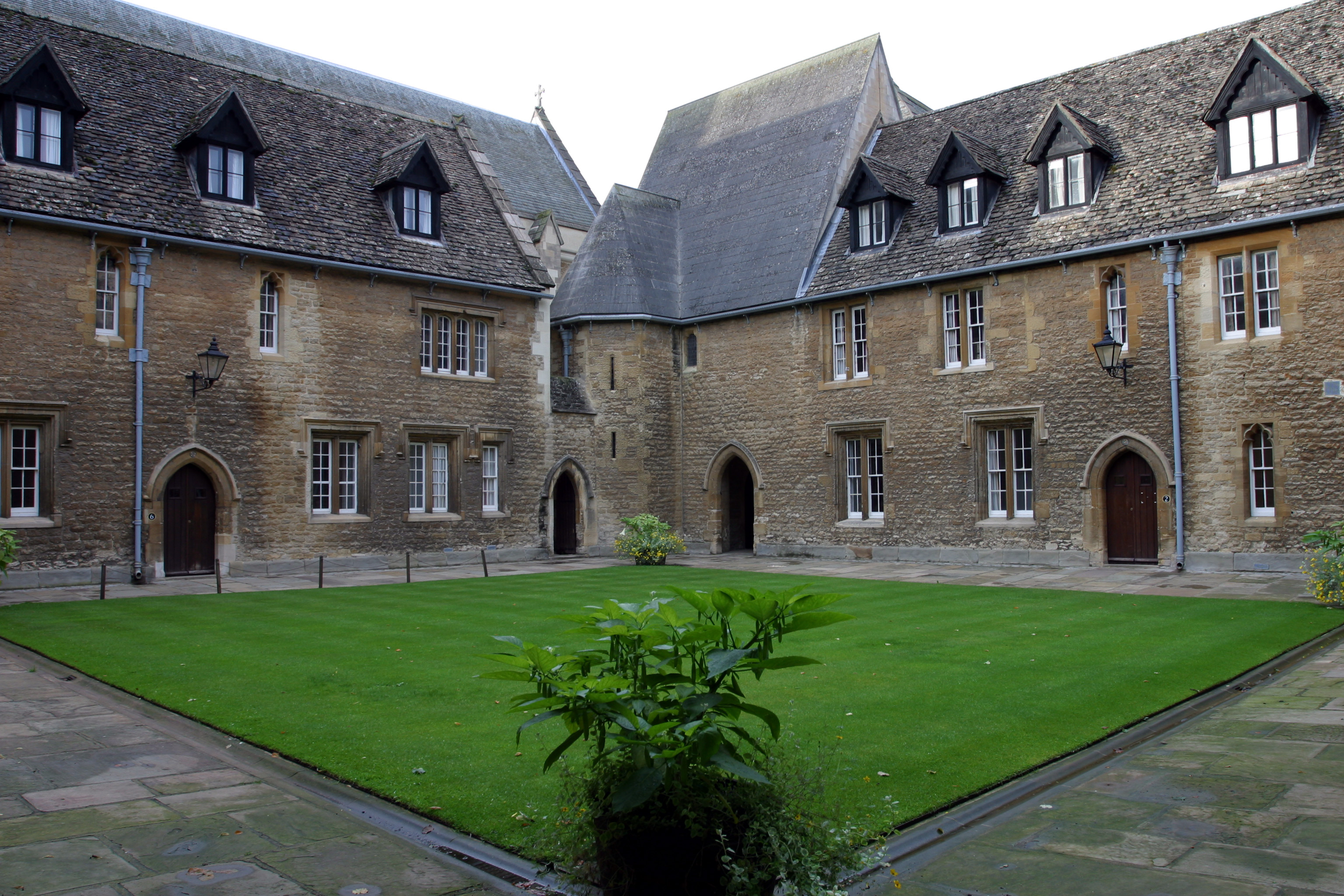
Mob Quad.

Construido en el siglo XIV, este patio estableció el posterior modelo a seguir en la arquitectura del resto de los colleges. La antigua biblioteca ocupa la planta superior en los lados sur y oeste del patio; mientras que el archivo original, que alberga una de las mayores colecciones académicas de Europa, ocupa la zona norte y este.

### Fellow's Quad
Es el patio más grande del Merton College, y está situado inmediatamente al sur del comedor. Este patio fue el punto final de todo el trabajo llevado a cabo por Sir Henry Savile a comienzos del siglo XVII. La primera piedra de la construcción fue puesta, tal y como consta en los archivos del college, «poco después de la hora del desayuno, el 13 de septiembre de 1608», y se finalizaron las obras en septiembre de 1610 (aunque las almenas se añadieron más tarde). Sobre la puerta situada al sur se levanta una torre que recoge en su fachada los cuatro estilos clásicos, probablemente inspirada en la arquitectura italiana debido a los muchos viajes por Europa que realizó Savile. Los principales ejecutores de la obra provenían de Yorkshire, al igual que el propio Savile: John Ackroyd y John Bentley de Halifax hicieron la mampostería; y Thomas Holt se encargó de la madera. Estos mismos hombres fueron contratados posteriormente para trabajar en la Bodleian Library y en el Wadham College.

### Otros edificios

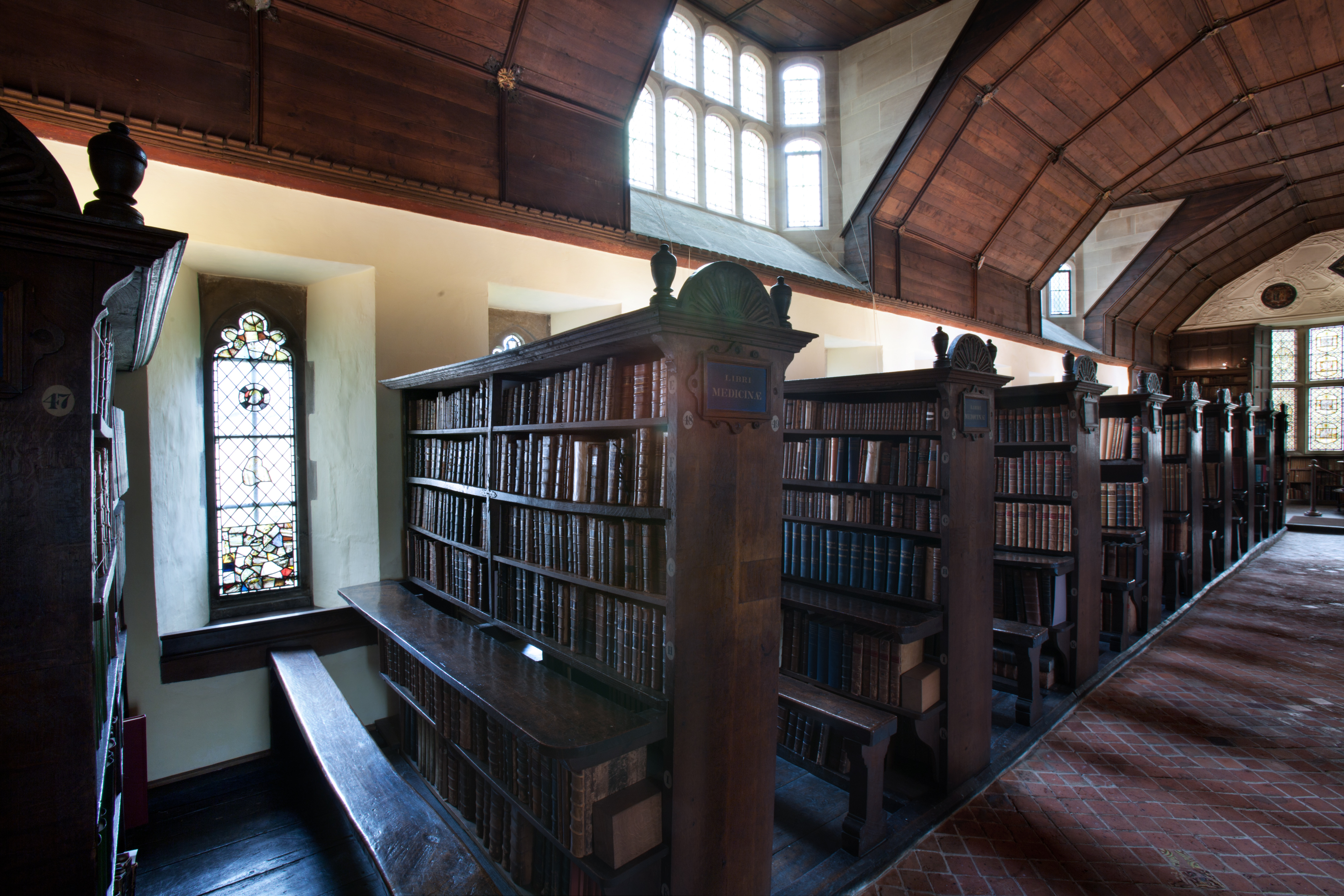
Biblioteca.

La mayor parte del resto de edificios es de Época Victoriana o posteriores: Saint Alban's Quad (o Stubbins), diseñado por Basil Champneys, se encuentra en lo que fue la residencia estudiantil del convento medieval de Littlemore, y parte de sus paredes se conservan en la fachada que da a Merton Street; el Grove Building, construido en 1864 por William Butterfield y modificado en 1930; los edificios situados a continuación del Fellows' Garden, llamados Rose Lane; varios edificios construidos en la parte norte de Merton Street, que incluyen una pista de tenis; y los Old Warden's Lodging («aposentos del director»), diseñados por Champneys en 1903; y un nuevo patio en Holywell Street, algo alejado del college.

### Jardines

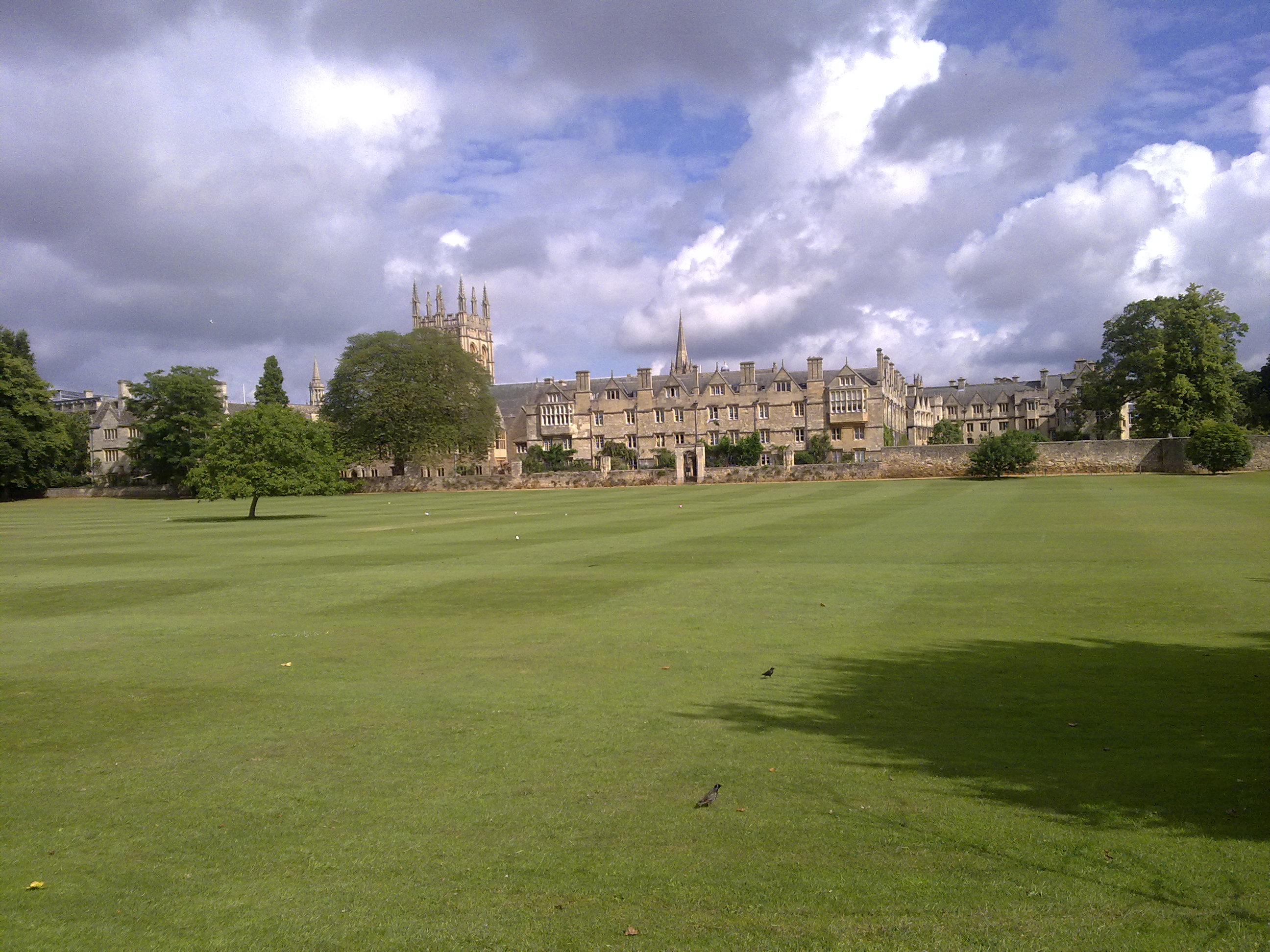
Los muros de Merton College desde los Christ Church Meadows.

Los jardines ocupan la esquina sureste de la vieja muralla de Oxford. Los muros se pueden ver desde los Christ Church Meadows (amplia zona verde del sur de Oxford). Entre otras especies, los jardines contienen una morera plantada a principios del siglo XVII. También cuentan con un antiguo reloj de sol, una extensa pradera y el Fellows' Summer House, convertido en sala de música.

## La comunidad académica

### Orígenes y fundación
El Merton College fue fundado en 1264 por Walter de Merton, Lord Canciller y obispo de Rochester. Se le considera el college más antiguo de la Universidad de Oxford, aunque esto no está del todo claro ya que este título se lo disputan el Balliol College y el University College. Para asegurarlo, Merton College alega que fue el primer college en autoregularse con estatutos propios. Estos estatutos datan de 1264, mientras que los del Balliol College o el University College no fueron creados hasta 1280. Merton College también fue el primero en concebirse más como un centro académico que como una residencia de estudiantes.

### Saint Alban Hall

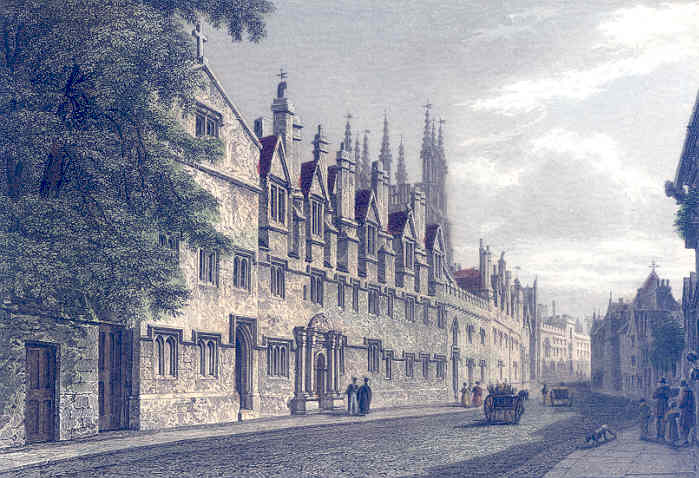
Saint Alban Hall en 1837.

Saint Alban Hall era una residencia académica independiente perteneciente al convento de Littlemore, hasta que fue adquirida por el Merton College en 1548 tras la disolución del convento. Continuó funcionando como residencia independiente hasta que fue anexionada al college en 1881.

### Guerra Civil Inglesa
El Merton fue el único de los colleges de Oxford en posicionarse a favor de Oliver Cromwell y los parlamentaristas, debido a unas discrepancias mantenidas con el arzobispo de Canterbury. Esto obligó al traslado del college a Londres al comienzo de la Guerra Civil; y permitió la ocupación de sus edificios por las tropas monárquicas, que los utilizaron como residencia de la corte de Carlos I al establecerse Oxford como capital de la Inglaterra monárquica. Entre otros, aquí vivió la esposa francesa del rey, la reina Enriqueta María, en la habitación situada sobre el arco que conecta el patio principal con el Fellows' Quad.

### La comunidad académica en la actualidad
En los últimos años el Merton College se ha situado en las zonas más altas de la Norrington Table, el ranking que mide la posición de los colleges de Oxford en relación con las calificaciones finales de sus alumnos, ocupando la primera plaza seis veces en los últimos ocho cursos (St John's College lo hizo en los cursos 2004-2005 y 2008-2009). Estas cifras lo han convertido en el college académicamente más exitoso de los últimos veinte años.
Merton College ha sido una vez Head of the River, ganador de una de las dos regatas anuales que se celebran entre los colleges de Oxford en el río Támesis y que recibe el nombre de Summer Eights, obteniendo el equipo masculino la victoria en 1951. El equipo femenino lo ha hecho mejor en los últimos años, ganando en 2003 y 2004 la Torpids (nombre que recibe la otra competición de regatas intercolegiales).
La tranquilidad de los recintos del Merton College es alterada una vez al año por la desafortunadamente famosa Time Ceremony, donde los estudiantes, vestidos con el traje de graduación, caminan del revés por el Fellows' Quad bebiendo vino. Tradicionalmente los estudiantes también portan velas, pero en los últimos años esta práctica está cayendo en desuso y los participantes suelen engancharse del brazo y dar vueltas por el patio. El propósito de este acto es mantener la continuidad espacio-temporal durante el cambio del horario estival al horario invernal que se produce en la madrugada del último domingo del mes de octubre. En este acto se realizan dos brindis: el primero es to good old times o  to a good old time (por los viejos tiempos); mientras que el segundo es long live the counter revolution (larga vida a la revolución horaria). Esta ceremonia tiene su origen en 1971, en parte como burla de otras ceremonias en Oxford, en parte para celebrar el fin del período experimental del cambio de huso horario y su establecimiento definitivo todos los últimos domingos de octubre. Otros ven en esta celebración una protesta en contra del abandono del uso del traje de graduación en los últimos años.
Merton College admitió por primera vez a estudiantes femeninas en 1980, en gran medida debido a las presiones por parte del Junior Common Room o JCR (agrupación de estudiantes de grado), siguiendo la estela de otros colleges tradicionalmente masculinos como el Christ Church, quedando únicamente Oriel College como el único masculino en Oxford hasta 1985. Sin embargo ha sido la comunidad estudiantil masculina la predominante en Merton College desde entonces, llegando a representar la proporción más alta de hombres frente a mujeres estudiantes de entre todos los colleges de Oxford. Aun así, Merton College fue el segundo colegio tradicionalmente masculino en elegir a una mujer como directora, en 1994. Merton College ha dispuesto de habitaciones individuales para estudiantes de primer año, estando las mujeres en los edificios que se sitúan en Rose Lane, y los hombres en las estancias situadas en Merton Street, aunque desde 2007 cuenta con habitaciones mixtas. Merton College tiene el honor de ser considerado como el College con la mejor comida de todos los existentes en Oxford, debido principalmente a una generosa donación económica que efectuó un antiguo alumno para la mejora de las cocinas, partida que fue aumentada durante los dos años que el príncipe Naruhito del Japón estuvo estudiando en Merton College (1983-1985).
Merton College mantiene una estrecha relación deportiva con Mansfield College, llegando a competir formando un mismo equipo, salvo en las regatas.

## Mertonianos notables

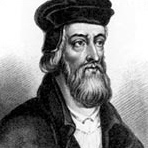
John Wycliffe (c. 1320 - 1384).

Por una institución centenaria e ilustre como el Merton College han pasado infinidad de «mertonianos» (tanto alumnos como profesores, y en numerosas ocasiones ambas cosas) notables. En la Edad Media, aparte de a Walter de Merton, obispo de Rochester, Lord Canciller y fundador del college; es posible mencionar a Thomas Bradwardine (matriculado en 1321), arzobispo de Canterbury, teólogo y astrónomo; y a John Wycliffe (1356), teólogo. Otras dos figuras destacadas de principios del siglo XIV, Juan Duns Scoto y Guillermo de Ockham han sido mencionados como fellows de Merton durante mucho tiempo, pero no hay pruebas contemporáneas que respalden esa afirmación, y además, siendo ambos Franciscanos habrían resultado incompatibles para ese cargo.
En los siglos siguientes, enseñaron en Merton personas como John Jewel (1535), obispo de Salisbury, teólogo y santo anglicano; Thomas Bodley (1563), diplomático, erudito y bibliotecario, fundador de la Biblioteca Bodleiana de Oxford; Henry Savile (1565), erudito y estadista; Richard Smyth, Regius Professor of Divinity (cargo académico de relevante importancia en las Universidades de Oxford y Cambridge) o John Bainbridge (c. 1610), astrónomo.

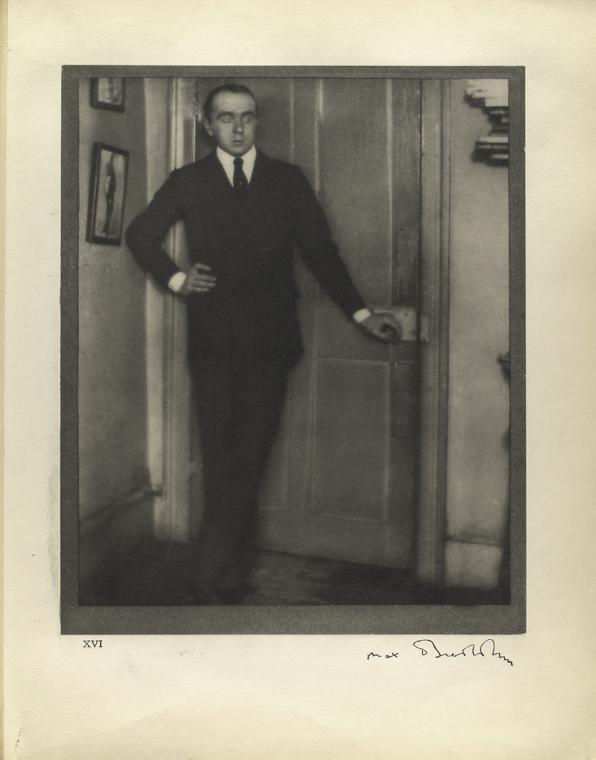
Max Beerbohm (1872-1956).

Y entre los docentes más recientes es posible destacar a John Carey, profesor de inglés;Theodor Adorno (1934): filósofo, sociólogo, musicólogo y crítico de arte; Niko Tinbergen, ecologista; y J. R. R. Tolkien (1945), escritor y profesor de literatura inglesa. De la larga nómina de alumnos, se puede entresacar a Max Beerbohm (1890), escritor y caricaturista; Frederick Soddy (1895), radioquímico y Premio Nobel de Química; T. S. Eliot (1914): poeta y Premio Nobel de Literatura; Andrew Irvine (1921): montañero; o Naruhito (1982), el príncipe heredero del Japón.

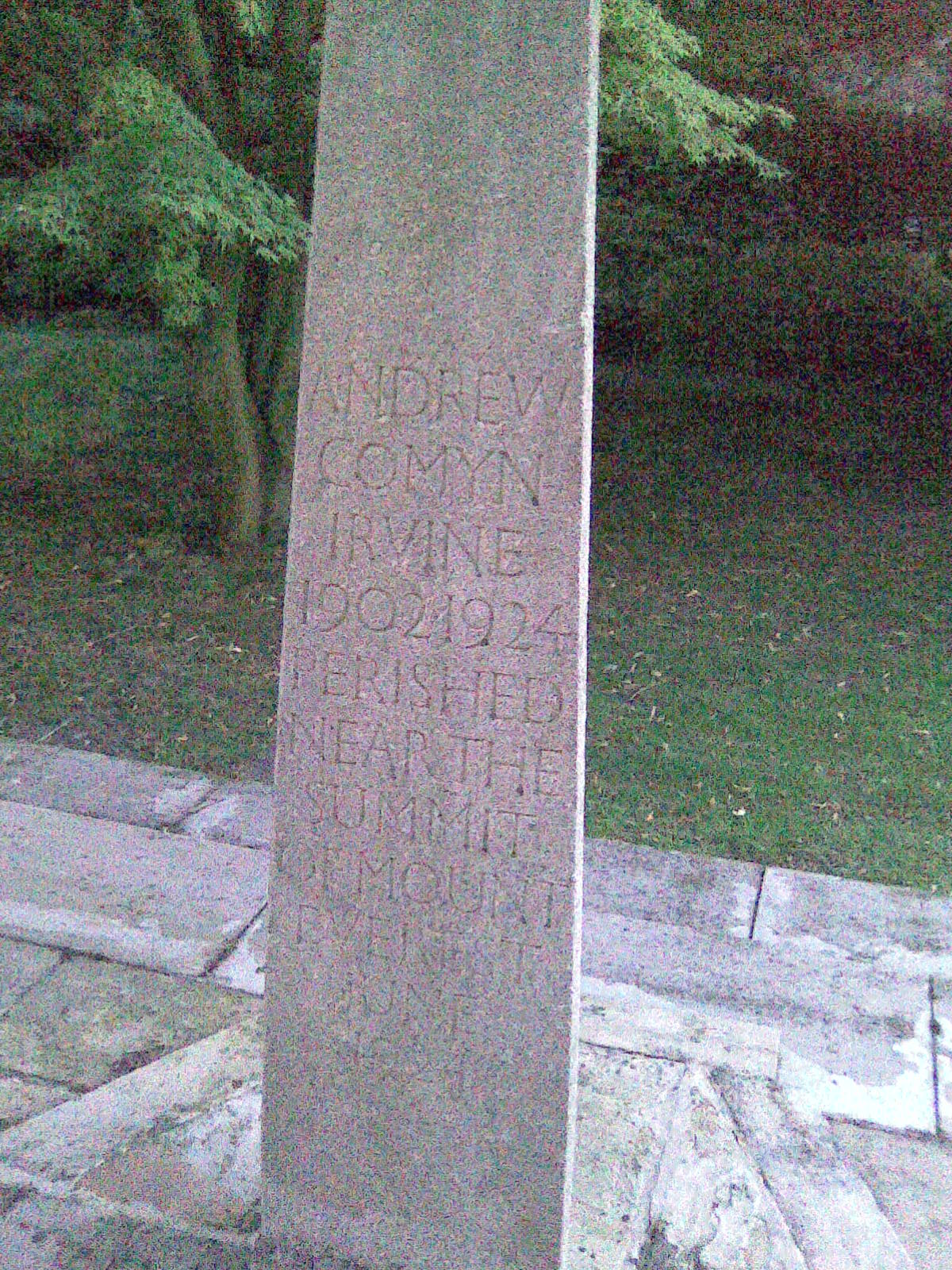
Monolito en memoria de Andrew Irvine, muerto en una ascensión al Everest, en Merton College.

## Bendición
Una costumbre del Merton College es rezar antes de las cenas importantes una bendición en el comedor, generalmente por parte del postmaster (el alumno más antiguo). Las primeras dos líneas del texto en latín están extraídas de los versos 15 y 16 del Salmo 145:

Oculi omnium in te respiciunt, Domine. Tu das escam illis tempore opportuno.
Aperis manum tuam, et imples omne animal benedictione tua.
Benedicas nobis, Deus, omnibus donis quae de tua beneficentia accepturi simus.
Per Iesum Christum dominum nostrum, Amen.
Los ojos de todos esperan en ti, Señor. Y tú les das su comida a su tiempo.
Abres tu mano, y colmas de bendición a todo ser viviente.
Bendícenos, Señor, con todos los dones que de tu bondad aceptamos.
Por Jesucristo, nuestro Señor, Amen.

Una versión parecida a esta se muestra grabada a lo largo del viejo salón del Queens' College, en Cambridge; y es utilizada con frecuencia en otros colleges de la Universidad de Cambridge.